# 넷스케이프 내비게이터

넷스케이프의 사용률(1994~2007년까지)

넷스케이프 내비게이터(Netscape Navigator, 또는 간단히 넷스케이프)는 1994년 넷스케이프 회사가 개발한 웹 브라우저이다. 모자이크 웹 브라우저를 개발했던 마크 앤드리슨(Marc Andreessen)이 개발하고, 짐 클락(Jim Clark)이 투자했다. 초기 인터넷 사용자들의 폭발적 반응을 얻어 약 90%의 시장 점유율을 차지했다.
1995년 마이크로소프트가 인터넷 익스플로러(IE)를 개발하고, Windows 운영체제에 포함시켜 무료로 배포하면서 넷스케이프의 시장 점유율이 급격히 떨어졌다. 넷스케이프는 인터넷 익스플로러와 경쟁하는 과정에서 비표준 기능의 표준 등재 시도가 과도해졌다. 경쟁으로 표준 등재 이전에 같은 기능을 서로 다른 형태로 구현함으로써 국제표준은 힘을 잃고, 호환성은 사라졌다. 결국 가격, 접근성, 성능, 구매 편의성이 모두 떨어지던 넷스케이프 네비게이터는 시장에서 완전히 밀려났고, 운영체제 외에 추가로 구매해야 된다는 점과 당시 화두였던 하위 호환성을 보장해 주지 않았기 때문에 끝내는 세계 시장에서도 사라졌다.
1997년 넷스케이프 커뮤니케이터(Netscape Communicator)를 출시하여 인터넷 익스플로러에 대응했으나 결국 마이크로소프트의 인터넷 익스플로러와 벌인 웹 브라우저 전쟁에서 패배하고 1999년 AOL에 인수되었다. 이후 넷스케이프 6, 넷스케이프 7, 넷스케이프 브라우저가 후속 시리즈로 출시되었으나, 시장 점유율을 회복할 수 없었다. AOL은 2008년 넷스케이프 웹 브라우저에 대한 모든 개발과 지원을 중단했다.
넷스케이프 출신의 일부 개발자들은 별도로 모질라 재단을 설립하고, 2002년 파이어폭스(Firefox) 웹 브라우저를 출시했다.

## 같이 보기
- 넷스케이프
- 모자이크
- 모질라
- 웹 브라우저 목록